# Нонгшим
„Нонгшим“ (на корейски: 농심, на английски: Nongshim) е южнокорейска компания за храни и напитки със седалище в Сеул. Компанията е основана през 1965 г. под името Lotte Food Industrial Company. Сегашното му име е прието през 1978 г.
Настоящото лого е публикувано през 1991 г., което приема форма на семе. През 2003 г. бизнесът премина към система на холдингова компания и стана дъщерно дружество на Nongshim Holdings.